# Watriquet

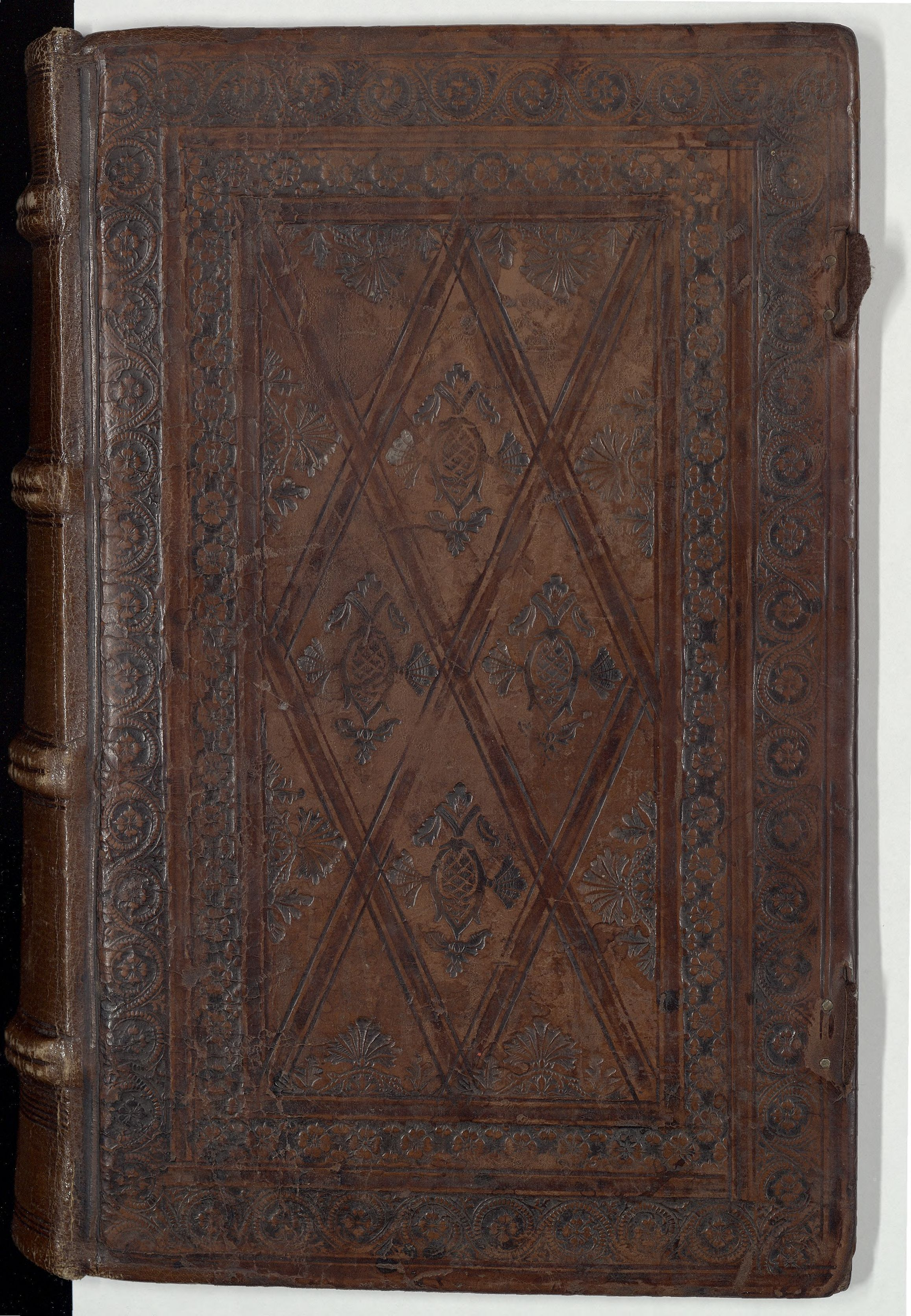
Libro Watriquet de Couvin con la cubierta original.

Watriquet (Watriquet Brassenel de Couvin) fue un poeta y más exactamente un trovador al lado Guy I de Blois y de monseñor Gauchier de Chastillon.
La mayor parte de sus obras llevan data en el texto y fueron escritas entre 1319 y 1329.
Watriquet fue por lo tanto contemporáneo y compatriota de Jacques de Baisieux y de Jean de Condé, ambos trovadores de corte, esto es, poetas mantenidos por sus señores, en su caso, por las grandes casas de la familia Valois. 
Era originario de Couvin, en Henao. Escribió sobre todo sobre tema moral y enseñanzas, entre las que recomienda la sumisión a la Iglesia, la protección de los pobres y de los pequeños, así como el respeto a las damas. 
De un corpus de una treintena de piezas, destacan sobre todo los "dis": Li dis du fol menestrel, Li dis de la fontaine d'amours; además de Li mireoir as dames y dos fabliaux, Les trois dames de Paris y Les trois chanoinesses de Cologne.